# Over den Dijk
Over den Dijk is een voormalig kanaal- en wegwaterschap in de provincie Groningen.
Het waterschap werd opgericht om enkele wegen aan te leggen en een deel van het Moddermansdiep bevaarbaar te maken. Al deze werken werden uitgevoerd in het kader van de werkverschaffing. In 1937 werden de wegen overgedragen aan de gemeente Vlagtwedde en het kanaal aan het waterschap Westerwolde. Omdat nog een lening moest worden afbetaald, werd het schap niet opgeheven. Pas in 1963 was de schuld vereffend en hield het schap op te bestaan.
Waterstaatkundig gezien ligt het gebied sinds 2000 binnen dat van het waterschap Hunze en Aa's.